# Randi Bakke
Randi Nilsine Bakke (nome de casada: Gjertsen; Oslo, 29 de outubro de 1904 – Nesodden, 21 de maio de 1984) foi uma patinadora artística norueguesa. Ela conquistou com Christen Christensen uma medalha de bronze em campeonatos mundiais e foi octacampeã do campeonato nacional norueguês (1929–1936). Bakke e Christensen disputaram os Jogos Olímpicos de Inverno de 1936 representando a Noruega, terminando na 15.ª posição.

## Principais resultados

### Com Christen Christensen
| Jogos Olímpicos                                       |     |  |                 |                   |                 |                 |                 |                 | 15.ª            |                 |  |  |  |  |  |
| Campeonato Mundial                                    | 5.ª |  |                 | Medalha de bronze | 5.ª             |                 |                 |                 |                 |                 |  |  |  |  |  |
| Nacional                                              |     |  |                 |                   |                 |                 |                 |                 |                 |                 |  |  |  |  |  |
| Campeonato Norueguês                                  |     |  | Medalha de ouro | Medalha de ouro   | Medalha de ouro | Medalha de ouro | Medalha de ouro | Medalha de ouro | Medalha de ouro | Medalha de ouro |  |  |  |  |  |
|                                                       |     |  |                 |                   |                 |                 |                 |                 |                 |                 |  |  |  |  |  |
| Legenda: Competição não foi disputada nesta temporada |     |  |                 |                   |                 |                 |                 |                 |                 |                 |  |  |  |  |  |